# Instytut Rolnictwa i Ogrodnictwa Uniwersytetu w Siedlcach
Swoją działalność dydaktyczną i naukową Instytut Rolnictwa i Ogrodnictwa rozpoczął w 1978 roku po powołaniu Wydziału Rolniczego (1 października 1977 roku) – obecnie Wydział Agrobioinżynierii i Nauk o Zwierzętach -  w związku z przekształceniem Wyższej Szkoły Pedagogicznej w Wyższą Szkołę Rolniczo-Pedagogiczną.

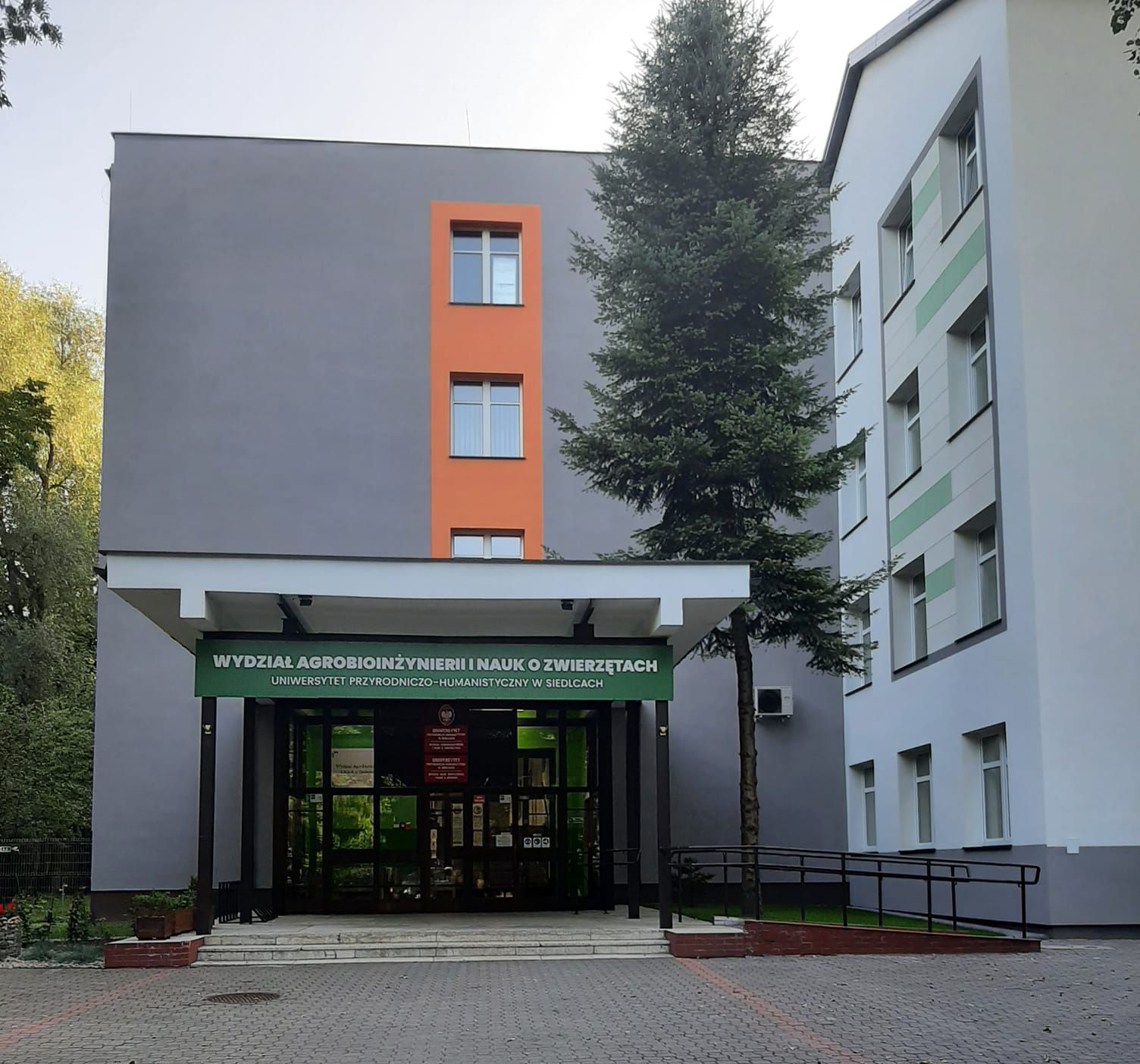
Budynek Wydziału Agrobioinżynierii i Nauk o Zwierzętach, w którym mieści się Instytut Rolnictwa i Ogrodnictwa.

Powołanie nowego Wydziału i Instytutów wchodzących w jego skład podyktowane było m.in. zapotrzebowaniem środowiska na specjalistów z zakresu rolnictwa i zootechniki w typowo rolniczym regionie środkowo-wschodniej Polski. Od początku kształcił wysoko wykwalifikowaną kadrę na trzech kierunkach studiów: Biologii, Rolnictwie i Zootechnice.
W instytucie realizowanych jest 21 zadań badawczych.
Pracownicy Instytutu prowadzą badania nad agrotechniką roślin rolniczych w różnych systemach uprawy, z uwzględnieniem nowych rozwiązań technicznych, zróżnicowanego nawożenia i nowych metod ochrony roślin.
W ramach Instytutu realizowane są prace oparte na analizie ekonomicznej przedsiębiorstw agrobiznesu oraz poszanowania zasad zrównoważonego rozwoju obszarów wiejskich i racjonalnego zagospodarowania przestrzenią.
Wyniki badań są publikowane w renomowanych czasopismach międzynarodowych i krajowych oraz wdrażane do praktyki rolniczej.

## Historia[3]
| od roku 2019                                                                 | od roku 2019                                                 | od 2010 roku | od 2010 roku | od 2004 roku | od 1999 | od 1978 | od 1978 |
| ---------------------------------------------------------------------------- | ------------------------------------------------------------ | --- | --- | --- | --- | --- | --- |
| Uniwersytet w Siedlcach                                                      | Uniwersytet w Siedlcach                                      | Uniwersytet w Siedlcach | Uniwersytet w Siedlcach | Akademia Podlaska | Akademia Podlaska | Wyższa Szkoła Rolniczo-Pedagogiczna w Siedlcach | Wyższa Szkoła Rolniczo-Pedagogiczna w Siedlcach |
| Wydział Agrobioinżynierii i Nauk o Zwierzętach                               | Wydział Agrobioinżynierii i Nauk o Zwierzętach               | Wydział Przyrodniczy (od roku 2008) | Wydział Przyrodniczy (od roku 2008) | Wydział Rolniczy | Wydział Rolniczy | Wydział Rolniczy | Wydział Rolniczy |
| Instytut Rolnictwa i Ogrodnictwa                                             | Instytut Rolnictwa i Ogrodnictwa                             | Instytut Agronomii | Instytut Agronomii | Instytut Agronomii | Instytut Produkcji Roślinnej | Instytut Produkcji Roślinnej | Instytut Hodowli i Technologii Produkcji Roślinnej |
| Struktura od 2021 roku                                                       | Struktura:                                                   | od 2014 roku: - Katedra Metod Ilościowych i Gospodarki Przestrzennej - Katedra Ekologii Rolniczej - Katedra Łąkarstwa i Kształtowania Terenów Zieleni - Katedra Ochrony i Hodowli Roślin – poprzednio: Katedra Ochrony Roślin i Zakład Hodowli Roślin i Nasiennictwa - Katedra Agrotechnologii – poprzednio: Katedra Ogólnej Uprawy Roli, Roślin i Inżynierii Rolniczej - Zakład Ekonomiki Rolnictwa i Agrobiznesu – poprzednio: Zakład Ekonomiki, Organizacji Rolnictwa i Agrobiznesu - Zakład Agrometeorologii i Inżynierii Rolniczej – poprzednio: Pracowania Agrometeorologii i Podstaw Melioracji - Katedra Gleboznawstwa i Chemii Rolniczej, - Katedra Szczegółowej Uprawy Roślin, - Katedra Warzywnictwa | Struktura - Katedra Doświadczalnictwa, Hodowli i Nasiennictwa Roślin Rolniczych - Katedra Ekologii Rolniczej - Katedra Łąkarstwa i Kształtowania Terenów Zieleni - Katedra Ochrony Roślin - Katedra Ogólnej Uprawy Roli, Roślin i Inżynierii Rolniczej - Zakład Ekonomiki, Organizacji Rolnictwa i Agrobiznesu - Pracowania Agrometeorologii i Podstaw Melioracji od 2012 roku: - Katedra Metod Ilościowych i Gospodarki Przestrzennej – poprzednio: Katedra Doświadczalnictwa, Hodowli i Nasiennictwa Roślin Rolniczych - Katedra Ekologii Rolniczej - Katedra Łąkarstwa i Kształtowania Terenów Zieleni - Katedra Ochrony Roślin - Katedra Ogólnej Uprawy Roli, Roślin i Inżynierii Rolniczej - Zakład Ekonomiki, Organizacji Rolnictwa i Agrobiznesu - Zakład Hodowli Roślin i Nasiennictwa – poprzednio: Katedra Doświadczalnictwa, Hodowli i Nasiennictwa Roślin Rolniczych - Pracowania Agrometeorologii i Podstaw Melioracji w 2013 roku włączono do Instytutu Agronomii jednostki samodzielne z Wydziału Przyrodniczego: - Katedrę Gleboznawstwa i Chemii Rolniczej, - Katedrę Szczegółowej Uprawy Roślin, - Katedrę Warzywnictwa | Struktura: - Katedrę Doświadczalnictwa Hodowli i Nasiennictwa Roślin Rolniczych (2009) – poprzednio: Katedra Doświadczalnictwa Rolniczego i Katedra Hodowli Roślin - Katedrę Ogólnej Uprawy Roli Roślin i Inżynierii Rolniczej (2009) – poprzednio: Katedra Ogólnej Uprawy Roli i Roślin i Zakład Mechanizacji Rolnictwa i Pracownia Agrometeorologii i Podstaw Melioracji - Zakład Ekonomiki Organizacji Rolnictwa i Agrobiznesu (2009) – poprzednio: Katedra Agrobiznesu - Zakład Ochrony Roślin - Zakład Ekologii Rolniczej - Zakład Łąkarstwa - Pracownia Agrometeorologii i Podstaw Melioracji - Zakład Sadownictwa (2007) - Zakład Agroturystyki (2007) | Struktura (od 1998 roku): - Katedra Doświadczalnictwa Rolniczego - Katedra Hodowli Roślin - Katedra Ogólnej Uprawy Roli i Roślin - Katedra Agrobiznesu - Zakład Szczegółowej Uprawy Roślin - Zakład Warzywnictwa - Zakład Ochrony Roślin - Zakład Ekologii Rolniczej - Zakład Łąkarstwa - Pracownia Agrometeorologii i Podstaw Melioracji - Pracownia Sadownictwa - w rou 2003 powołano: - Zakład Mechanizacji Rolnictwa | Struktura: - Zakład Szczegółowej Uprawy Roślin - Zakład Warzywnictwa - Zakład Uprawy Łąk i Pastwisk od 1979: - Zakład Szczegółowej Uprawy Roślin - Zakład Warzywnictwa - Zakład Uprawy Łąk i Pastwisk - Katedra Hodowli Roślin - Zakład Agrometeorologii i Podstaw Melioracji - Zakład Ekologii i Ochrony Roślin - Zakład Ogólnej Uprawy Roli i Roślin - Zakład Doświadczalnictwa Rolniczego - Pracownię Ekologii Rolniczej - Pracownię Sadownictwa w 1992 roku powołano: - Katedra Agrobiznesu | Struktura: - Zakład Szczegółowej Uprawy Roślin - Zakład Warzywnictwa - Zakład Uprawy Łąk i Pastwisk od 1979: - Zakład Szczegółowej Uprawy Roślin - Zakład Warzywnictwa - Zakład Uprawy Łąk i Pastwisk - Katedra Hodowli Roślin - Zakład Agrometeorologii i Podstaw Melioracji - Zakład Ekologii i Ochrony Roślin - Zakład Ogólnej Uprawy Roli i Roślin - Zakład Doświadczalnictwa Rolniczego - Pracownię Ekologii Rolniczej - Pracownię Sadownictwa w 1992 roku powołano: - Katedra Agrobiznesu |
| Zespół badawczy Agrotechnologii i Zarządzania Produkcją                      | Zespół badawczy Agrometeorologii i Inżynierii Rolniczej      | od 2014 roku: - Katedra Metod Ilościowych i Gospodarki Przestrzennej - Katedra Ekologii Rolniczej - Katedra Łąkarstwa i Kształtowania Terenów Zieleni - Katedra Ochrony i Hodowli Roślin – poprzednio: Katedra Ochrony Roślin i Zakład Hodowli Roślin i Nasiennictwa - Katedra Agrotechnologii – poprzednio: Katedra Ogólnej Uprawy Roli, Roślin i Inżynierii Rolniczej - Zakład Ekonomiki Rolnictwa i Agrobiznesu – poprzednio: Zakład Ekonomiki, Organizacji Rolnictwa i Agrobiznesu - Zakład Agrometeorologii i Inżynierii Rolniczej – poprzednio: Pracowania Agrometeorologii i Podstaw Melioracji - Katedra Gleboznawstwa i Chemii Rolniczej, - Katedra Szczegółowej Uprawy Roślin, - Katedra Warzywnictwa | Struktura - Katedra Doświadczalnictwa, Hodowli i Nasiennictwa Roślin Rolniczych - Katedra Ekologii Rolniczej - Katedra Łąkarstwa i Kształtowania Terenów Zieleni - Katedra Ochrony Roślin - Katedra Ogólnej Uprawy Roli, Roślin i Inżynierii Rolniczej - Zakład Ekonomiki, Organizacji Rolnictwa i Agrobiznesu - Pracowania Agrometeorologii i Podstaw Melioracji od 2012 roku: - Katedra Metod Ilościowych i Gospodarki Przestrzennej – poprzednio: Katedra Doświadczalnictwa, Hodowli i Nasiennictwa Roślin Rolniczych - Katedra Ekologii Rolniczej - Katedra Łąkarstwa i Kształtowania Terenów Zieleni - Katedra Ochrony Roślin - Katedra Ogólnej Uprawy Roli, Roślin i Inżynierii Rolniczej - Zakład Ekonomiki, Organizacji Rolnictwa i Agrobiznesu - Zakład Hodowli Roślin i Nasiennictwa – poprzednio: Katedra Doświadczalnictwa, Hodowli i Nasiennictwa Roślin Rolniczych - Pracowania Agrometeorologii i Podstaw Melioracji w 2013 roku włączono do Instytutu Agronomii jednostki samodzielne z Wydziału Przyrodniczego: - Katedrę Gleboznawstwa i Chemii Rolniczej, - Katedrę Szczegółowej Uprawy Roślin, - Katedrę Warzywnictwa | Struktura: - Katedrę Doświadczalnictwa Hodowli i Nasiennictwa Roślin Rolniczych (2009) – poprzednio: Katedra Doświadczalnictwa Rolniczego i Katedra Hodowli Roślin - Katedrę Ogólnej Uprawy Roli Roślin i Inżynierii Rolniczej (2009) – poprzednio: Katedra Ogólnej Uprawy Roli i Roślin i Zakład Mechanizacji Rolnictwa i Pracownia Agrometeorologii i Podstaw Melioracji - Zakład Ekonomiki Organizacji Rolnictwa i Agrobiznesu (2009) – poprzednio: Katedra Agrobiznesu - Zakład Ochrony Roślin - Zakład Ekologii Rolniczej - Zakład Łąkarstwa - Pracownia Agrometeorologii i Podstaw Melioracji - Zakład Sadownictwa (2007) - Zakład Agroturystyki (2007) | Struktura (od 1998 roku): - Katedra Doświadczalnictwa Rolniczego - Katedra Hodowli Roślin - Katedra Ogólnej Uprawy Roli i Roślin - Katedra Agrobiznesu - Zakład Szczegółowej Uprawy Roślin - Zakład Warzywnictwa - Zakład Ochrony Roślin - Zakład Ekologii Rolniczej - Zakład Łąkarstwa - Pracownia Agrometeorologii i Podstaw Melioracji - Pracownia Sadownictwa - w rou 2003 powołano: - Zakład Mechanizacji Rolnictwa | Struktura: - Zakład Szczegółowej Uprawy Roślin - Zakład Warzywnictwa - Zakład Uprawy Łąk i Pastwisk od 1979: - Zakład Szczegółowej Uprawy Roślin - Zakład Warzywnictwa - Zakład Uprawy Łąk i Pastwisk - Katedra Hodowli Roślin - Zakład Agrometeorologii i Podstaw Melioracji - Zakład Ekologii i Ochrony Roślin - Zakład Ogólnej Uprawy Roli i Roślin - Zakład Doświadczalnictwa Rolniczego - Pracownię Ekologii Rolniczej - Pracownię Sadownictwa w 1992 roku powołano: - Katedra Agrobiznesu | Struktura: - Zakład Szczegółowej Uprawy Roślin - Zakład Warzywnictwa - Zakład Uprawy Łąk i Pastwisk od 1979: - Zakład Szczegółowej Uprawy Roślin - Zakład Warzywnictwa - Zakład Uprawy Łąk i Pastwisk - Katedra Hodowli Roślin - Zakład Agrometeorologii i Podstaw Melioracji - Zakład Ekologii i Ochrony Roślin - Zakład Ogólnej Uprawy Roli i Roślin - Zakład Doświadczalnictwa Rolniczego - Pracownię Ekologii Rolniczej - Pracownię Sadownictwa w 1992 roku powołano: - Katedra Agrobiznesu |
| Zespół badawczy Agrotechnologii i Zarządzania Produkcją                      | Zespół badawczy Agrotechnologii                              | od 2014 roku: - Katedra Metod Ilościowych i Gospodarki Przestrzennej - Katedra Ekologii Rolniczej - Katedra Łąkarstwa i Kształtowania Terenów Zieleni - Katedra Ochrony i Hodowli Roślin – poprzednio: Katedra Ochrony Roślin i Zakład Hodowli Roślin i Nasiennictwa - Katedra Agrotechnologii – poprzednio: Katedra Ogólnej Uprawy Roli, Roślin i Inżynierii Rolniczej - Zakład Ekonomiki Rolnictwa i Agrobiznesu – poprzednio: Zakład Ekonomiki, Organizacji Rolnictwa i Agrobiznesu - Zakład Agrometeorologii i Inżynierii Rolniczej – poprzednio: Pracowania Agrometeorologii i Podstaw Melioracji - Katedra Gleboznawstwa i Chemii Rolniczej, - Katedra Szczegółowej Uprawy Roślin, - Katedra Warzywnictwa | Struktura - Katedra Doświadczalnictwa, Hodowli i Nasiennictwa Roślin Rolniczych - Katedra Ekologii Rolniczej - Katedra Łąkarstwa i Kształtowania Terenów Zieleni - Katedra Ochrony Roślin - Katedra Ogólnej Uprawy Roli, Roślin i Inżynierii Rolniczej - Zakład Ekonomiki, Organizacji Rolnictwa i Agrobiznesu - Pracowania Agrometeorologii i Podstaw Melioracji od 2012 roku: - Katedra Metod Ilościowych i Gospodarki Przestrzennej – poprzednio: Katedra Doświadczalnictwa, Hodowli i Nasiennictwa Roślin Rolniczych - Katedra Ekologii Rolniczej - Katedra Łąkarstwa i Kształtowania Terenów Zieleni - Katedra Ochrony Roślin - Katedra Ogólnej Uprawy Roli, Roślin i Inżynierii Rolniczej - Zakład Ekonomiki, Organizacji Rolnictwa i Agrobiznesu - Zakład Hodowli Roślin i Nasiennictwa – poprzednio: Katedra Doświadczalnictwa, Hodowli i Nasiennictwa Roślin Rolniczych - Pracowania Agrometeorologii i Podstaw Melioracji w 2013 roku włączono do Instytutu Agronomii jednostki samodzielne z Wydziału Przyrodniczego: - Katedrę Gleboznawstwa i Chemii Rolniczej, - Katedrę Szczegółowej Uprawy Roślin, - Katedrę Warzywnictwa | Struktura: - Katedrę Doświadczalnictwa Hodowli i Nasiennictwa Roślin Rolniczych (2009) – poprzednio: Katedra Doświadczalnictwa Rolniczego i Katedra Hodowli Roślin - Katedrę Ogólnej Uprawy Roli Roślin i Inżynierii Rolniczej (2009) – poprzednio: Katedra Ogólnej Uprawy Roli i Roślin i Zakład Mechanizacji Rolnictwa i Pracownia Agrometeorologii i Podstaw Melioracji - Zakład Ekonomiki Organizacji Rolnictwa i Agrobiznesu (2009) – poprzednio: Katedra Agrobiznesu - Zakład Ochrony Roślin - Zakład Ekologii Rolniczej - Zakład Łąkarstwa - Pracownia Agrometeorologii i Podstaw Melioracji - Zakład Sadownictwa (2007) - Zakład Agroturystyki (2007) | Struktura (od 1998 roku): - Katedra Doświadczalnictwa Rolniczego - Katedra Hodowli Roślin - Katedra Ogólnej Uprawy Roli i Roślin - Katedra Agrobiznesu - Zakład Szczegółowej Uprawy Roślin - Zakład Warzywnictwa - Zakład Ochrony Roślin - Zakład Ekologii Rolniczej - Zakład Łąkarstwa - Pracownia Agrometeorologii i Podstaw Melioracji - Pracownia Sadownictwa - w rou 2003 powołano: - Zakład Mechanizacji Rolnictwa | Struktura: - Zakład Szczegółowej Uprawy Roślin - Zakład Warzywnictwa - Zakład Uprawy Łąk i Pastwisk od 1979: - Zakład Szczegółowej Uprawy Roślin - Zakład Warzywnictwa - Zakład Uprawy Łąk i Pastwisk - Katedra Hodowli Roślin - Zakład Agrometeorologii i Podstaw Melioracji - Zakład Ekologii i Ochrony Roślin - Zakład Ogólnej Uprawy Roli i Roślin - Zakład Doświadczalnictwa Rolniczego - Pracownię Ekologii Rolniczej - Pracownię Sadownictwa w 1992 roku powołano: - Katedra Agrobiznesu | Struktura: - Zakład Szczegółowej Uprawy Roślin - Zakład Warzywnictwa - Zakład Uprawy Łąk i Pastwisk od 1979: - Zakład Szczegółowej Uprawy Roślin - Zakład Warzywnictwa - Zakład Uprawy Łąk i Pastwisk - Katedra Hodowli Roślin - Zakład Agrometeorologii i Podstaw Melioracji - Zakład Ekologii i Ochrony Roślin - Zakład Ogólnej Uprawy Roli i Roślin - Zakład Doświadczalnictwa Rolniczego - Pracownię Ekologii Rolniczej - Pracownię Sadownictwa w 1992 roku powołano: - Katedra Agrobiznesu |
| Zespół badawczy Chemii Środowiska, Gleby i Nawożenia Roślin                  | Zespół badawczy Chemii Środowiska, Gleby i Nawożenia Roślin  | od 2014 roku: - Katedra Metod Ilościowych i Gospodarki Przestrzennej - Katedra Ekologii Rolniczej - Katedra Łąkarstwa i Kształtowania Terenów Zieleni - Katedra Ochrony i Hodowli Roślin – poprzednio: Katedra Ochrony Roślin i Zakład Hodowli Roślin i Nasiennictwa - Katedra Agrotechnologii – poprzednio: Katedra Ogólnej Uprawy Roli, Roślin i Inżynierii Rolniczej - Zakład Ekonomiki Rolnictwa i Agrobiznesu – poprzednio: Zakład Ekonomiki, Organizacji Rolnictwa i Agrobiznesu - Zakład Agrometeorologii i Inżynierii Rolniczej – poprzednio: Pracowania Agrometeorologii i Podstaw Melioracji - Katedra Gleboznawstwa i Chemii Rolniczej, - Katedra Szczegółowej Uprawy Roślin, - Katedra Warzywnictwa | Struktura - Katedra Doświadczalnictwa, Hodowli i Nasiennictwa Roślin Rolniczych - Katedra Ekologii Rolniczej - Katedra Łąkarstwa i Kształtowania Terenów Zieleni - Katedra Ochrony Roślin - Katedra Ogólnej Uprawy Roli, Roślin i Inżynierii Rolniczej - Zakład Ekonomiki, Organizacji Rolnictwa i Agrobiznesu - Pracowania Agrometeorologii i Podstaw Melioracji od 2012 roku: - Katedra Metod Ilościowych i Gospodarki Przestrzennej – poprzednio: Katedra Doświadczalnictwa, Hodowli i Nasiennictwa Roślin Rolniczych - Katedra Ekologii Rolniczej - Katedra Łąkarstwa i Kształtowania Terenów Zieleni - Katedra Ochrony Roślin - Katedra Ogólnej Uprawy Roli, Roślin i Inżynierii Rolniczej - Zakład Ekonomiki, Organizacji Rolnictwa i Agrobiznesu - Zakład Hodowli Roślin i Nasiennictwa – poprzednio: Katedra Doświadczalnictwa, Hodowli i Nasiennictwa Roślin Rolniczych - Pracowania Agrometeorologii i Podstaw Melioracji w 2013 roku włączono do Instytutu Agronomii jednostki samodzielne z Wydziału Przyrodniczego: - Katedrę Gleboznawstwa i Chemii Rolniczej, - Katedrę Szczegółowej Uprawy Roślin, - Katedrę Warzywnictwa | Struktura: - Katedrę Doświadczalnictwa Hodowli i Nasiennictwa Roślin Rolniczych (2009) – poprzednio: Katedra Doświadczalnictwa Rolniczego i Katedra Hodowli Roślin - Katedrę Ogólnej Uprawy Roli Roślin i Inżynierii Rolniczej (2009) – poprzednio: Katedra Ogólnej Uprawy Roli i Roślin i Zakład Mechanizacji Rolnictwa i Pracownia Agrometeorologii i Podstaw Melioracji - Zakład Ekonomiki Organizacji Rolnictwa i Agrobiznesu (2009) – poprzednio: Katedra Agrobiznesu - Zakład Ochrony Roślin - Zakład Ekologii Rolniczej - Zakład Łąkarstwa - Pracownia Agrometeorologii i Podstaw Melioracji - Zakład Sadownictwa (2007) - Zakład Agroturystyki (2007) | Struktura (od 1998 roku): - Katedra Doświadczalnictwa Rolniczego - Katedra Hodowli Roślin - Katedra Ogólnej Uprawy Roli i Roślin - Katedra Agrobiznesu - Zakład Szczegółowej Uprawy Roślin - Zakład Warzywnictwa - Zakład Ochrony Roślin - Zakład Ekologii Rolniczej - Zakład Łąkarstwa - Pracownia Agrometeorologii i Podstaw Melioracji - Pracownia Sadownictwa - w rou 2003 powołano: - Zakład Mechanizacji Rolnictwa | Struktura: - Zakład Szczegółowej Uprawy Roślin - Zakład Warzywnictwa - Zakład Uprawy Łąk i Pastwisk od 1979: - Zakład Szczegółowej Uprawy Roślin - Zakład Warzywnictwa - Zakład Uprawy Łąk i Pastwisk - Katedra Hodowli Roślin - Zakład Agrometeorologii i Podstaw Melioracji - Zakład Ekologii i Ochrony Roślin - Zakład Ogólnej Uprawy Roli i Roślin - Zakład Doświadczalnictwa Rolniczego - Pracownię Ekologii Rolniczej - Pracownię Sadownictwa w 1992 roku powołano: - Katedra Agrobiznesu | Struktura: - Zakład Szczegółowej Uprawy Roślin - Zakład Warzywnictwa - Zakład Uprawy Łąk i Pastwisk od 1979: - Zakład Szczegółowej Uprawy Roślin - Zakład Warzywnictwa - Zakład Uprawy Łąk i Pastwisk - Katedra Hodowli Roślin - Zakład Agrometeorologii i Podstaw Melioracji - Zakład Ekologii i Ochrony Roślin - Zakład Ogólnej Uprawy Roli i Roślin - Zakład Doświadczalnictwa Rolniczego - Pracownię Ekologii Rolniczej - Pracownię Sadownictwa w 1992 roku powołano: - Katedra Agrobiznesu |
| Zespół badawczy Kształtowania i Ochrony Środowiska                           | Zespół badawczy Ekologii i Przekształceń Środowiska          | od 2014 roku: - Katedra Metod Ilościowych i Gospodarki Przestrzennej - Katedra Ekologii Rolniczej - Katedra Łąkarstwa i Kształtowania Terenów Zieleni - Katedra Ochrony i Hodowli Roślin – poprzednio: Katedra Ochrony Roślin i Zakład Hodowli Roślin i Nasiennictwa - Katedra Agrotechnologii – poprzednio: Katedra Ogólnej Uprawy Roli, Roślin i Inżynierii Rolniczej - Zakład Ekonomiki Rolnictwa i Agrobiznesu – poprzednio: Zakład Ekonomiki, Organizacji Rolnictwa i Agrobiznesu - Zakład Agrometeorologii i Inżynierii Rolniczej – poprzednio: Pracowania Agrometeorologii i Podstaw Melioracji - Katedra Gleboznawstwa i Chemii Rolniczej, - Katedra Szczegółowej Uprawy Roślin, - Katedra Warzywnictwa | Struktura - Katedra Doświadczalnictwa, Hodowli i Nasiennictwa Roślin Rolniczych - Katedra Ekologii Rolniczej - Katedra Łąkarstwa i Kształtowania Terenów Zieleni - Katedra Ochrony Roślin - Katedra Ogólnej Uprawy Roli, Roślin i Inżynierii Rolniczej - Zakład Ekonomiki, Organizacji Rolnictwa i Agrobiznesu - Pracowania Agrometeorologii i Podstaw Melioracji od 2012 roku: - Katedra Metod Ilościowych i Gospodarki Przestrzennej – poprzednio: Katedra Doświadczalnictwa, Hodowli i Nasiennictwa Roślin Rolniczych - Katedra Ekologii Rolniczej - Katedra Łąkarstwa i Kształtowania Terenów Zieleni - Katedra Ochrony Roślin - Katedra Ogólnej Uprawy Roli, Roślin i Inżynierii Rolniczej - Zakład Ekonomiki, Organizacji Rolnictwa i Agrobiznesu - Zakład Hodowli Roślin i Nasiennictwa – poprzednio: Katedra Doświadczalnictwa, Hodowli i Nasiennictwa Roślin Rolniczych - Pracowania Agrometeorologii i Podstaw Melioracji w 2013 roku włączono do Instytutu Agronomii jednostki samodzielne z Wydziału Przyrodniczego: - Katedrę Gleboznawstwa i Chemii Rolniczej, - Katedrę Szczegółowej Uprawy Roślin, - Katedrę Warzywnictwa | Struktura: - Katedrę Doświadczalnictwa Hodowli i Nasiennictwa Roślin Rolniczych (2009) – poprzednio: Katedra Doświadczalnictwa Rolniczego i Katedra Hodowli Roślin - Katedrę Ogólnej Uprawy Roli Roślin i Inżynierii Rolniczej (2009) – poprzednio: Katedra Ogólnej Uprawy Roli i Roślin i Zakład Mechanizacji Rolnictwa i Pracownia Agrometeorologii i Podstaw Melioracji - Zakład Ekonomiki Organizacji Rolnictwa i Agrobiznesu (2009) – poprzednio: Katedra Agrobiznesu - Zakład Ochrony Roślin - Zakład Ekologii Rolniczej - Zakład Łąkarstwa - Pracownia Agrometeorologii i Podstaw Melioracji - Zakład Sadownictwa (2007) - Zakład Agroturystyki (2007) | Struktura (od 1998 roku): - Katedra Doświadczalnictwa Rolniczego - Katedra Hodowli Roślin - Katedra Ogólnej Uprawy Roli i Roślin - Katedra Agrobiznesu - Zakład Szczegółowej Uprawy Roślin - Zakład Warzywnictwa - Zakład Ochrony Roślin - Zakład Ekologii Rolniczej - Zakład Łąkarstwa - Pracownia Agrometeorologii i Podstaw Melioracji - Pracownia Sadownictwa - w rou 2003 powołano: - Zakład Mechanizacji Rolnictwa | Struktura: - Zakład Szczegółowej Uprawy Roślin - Zakład Warzywnictwa - Zakład Uprawy Łąk i Pastwisk od 1979: - Zakład Szczegółowej Uprawy Roślin - Zakład Warzywnictwa - Zakład Uprawy Łąk i Pastwisk - Katedra Hodowli Roślin - Zakład Agrometeorologii i Podstaw Melioracji - Zakład Ekologii i Ochrony Roślin - Zakład Ogólnej Uprawy Roli i Roślin - Zakład Doświadczalnictwa Rolniczego - Pracownię Ekologii Rolniczej - Pracownię Sadownictwa w 1992 roku powołano: - Katedra Agrobiznesu | Struktura: - Zakład Szczegółowej Uprawy Roślin - Zakład Warzywnictwa - Zakład Uprawy Łąk i Pastwisk od 1979: - Zakład Szczegółowej Uprawy Roślin - Zakład Warzywnictwa - Zakład Uprawy Łąk i Pastwisk - Katedra Hodowli Roślin - Zakład Agrometeorologii i Podstaw Melioracji - Zakład Ekologii i Ochrony Roślin - Zakład Ogólnej Uprawy Roli i Roślin - Zakład Doświadczalnictwa Rolniczego - Pracownię Ekologii Rolniczej - Pracownię Sadownictwa w 1992 roku powołano: - Katedra Agrobiznesu |
| Zespół badawczy Kształtowania i Ochrony Środowiska                           | Zespół badawczy Kształtowania i Ochrony Środowiska           | od 2014 roku: - Katedra Metod Ilościowych i Gospodarki Przestrzennej - Katedra Ekologii Rolniczej - Katedra Łąkarstwa i Kształtowania Terenów Zieleni - Katedra Ochrony i Hodowli Roślin – poprzednio: Katedra Ochrony Roślin i Zakład Hodowli Roślin i Nasiennictwa - Katedra Agrotechnologii – poprzednio: Katedra Ogólnej Uprawy Roli, Roślin i Inżynierii Rolniczej - Zakład Ekonomiki Rolnictwa i Agrobiznesu – poprzednio: Zakład Ekonomiki, Organizacji Rolnictwa i Agrobiznesu - Zakład Agrometeorologii i Inżynierii Rolniczej – poprzednio: Pracowania Agrometeorologii i Podstaw Melioracji - Katedra Gleboznawstwa i Chemii Rolniczej, - Katedra Szczegółowej Uprawy Roślin, - Katedra Warzywnictwa | Struktura - Katedra Doświadczalnictwa, Hodowli i Nasiennictwa Roślin Rolniczych - Katedra Ekologii Rolniczej - Katedra Łąkarstwa i Kształtowania Terenów Zieleni - Katedra Ochrony Roślin - Katedra Ogólnej Uprawy Roli, Roślin i Inżynierii Rolniczej - Zakład Ekonomiki, Organizacji Rolnictwa i Agrobiznesu - Pracowania Agrometeorologii i Podstaw Melioracji od 2012 roku: - Katedra Metod Ilościowych i Gospodarki Przestrzennej – poprzednio: Katedra Doświadczalnictwa, Hodowli i Nasiennictwa Roślin Rolniczych - Katedra Ekologii Rolniczej - Katedra Łąkarstwa i Kształtowania Terenów Zieleni - Katedra Ochrony Roślin - Katedra Ogólnej Uprawy Roli, Roślin i Inżynierii Rolniczej - Zakład Ekonomiki, Organizacji Rolnictwa i Agrobiznesu - Zakład Hodowli Roślin i Nasiennictwa – poprzednio: Katedra Doświadczalnictwa, Hodowli i Nasiennictwa Roślin Rolniczych - Pracowania Agrometeorologii i Podstaw Melioracji w 2013 roku włączono do Instytutu Agronomii jednostki samodzielne z Wydziału Przyrodniczego: - Katedrę Gleboznawstwa i Chemii Rolniczej, - Katedrę Szczegółowej Uprawy Roślin, - Katedrę Warzywnictwa | Struktura: - Katedrę Doświadczalnictwa Hodowli i Nasiennictwa Roślin Rolniczych (2009) – poprzednio: Katedra Doświadczalnictwa Rolniczego i Katedra Hodowli Roślin - Katedrę Ogólnej Uprawy Roli Roślin i Inżynierii Rolniczej (2009) – poprzednio: Katedra Ogólnej Uprawy Roli i Roślin i Zakład Mechanizacji Rolnictwa i Pracownia Agrometeorologii i Podstaw Melioracji - Zakład Ekonomiki Organizacji Rolnictwa i Agrobiznesu (2009) – poprzednio: Katedra Agrobiznesu - Zakład Ochrony Roślin - Zakład Ekologii Rolniczej - Zakład Łąkarstwa - Pracownia Agrometeorologii i Podstaw Melioracji - Zakład Sadownictwa (2007) - Zakład Agroturystyki (2007) | Struktura (od 1998 roku): - Katedra Doświadczalnictwa Rolniczego - Katedra Hodowli Roślin - Katedra Ogólnej Uprawy Roli i Roślin - Katedra Agrobiznesu - Zakład Szczegółowej Uprawy Roślin - Zakład Warzywnictwa - Zakład Ochrony Roślin - Zakład Ekologii Rolniczej - Zakład Łąkarstwa - Pracownia Agrometeorologii i Podstaw Melioracji - Pracownia Sadownictwa - w rou 2003 powołano: - Zakład Mechanizacji Rolnictwa | Struktura: - Zakład Szczegółowej Uprawy Roślin - Zakład Warzywnictwa - Zakład Uprawy Łąk i Pastwisk od 1979: - Zakład Szczegółowej Uprawy Roślin - Zakład Warzywnictwa - Zakład Uprawy Łąk i Pastwisk - Katedra Hodowli Roślin - Zakład Agrometeorologii i Podstaw Melioracji - Zakład Ekologii i Ochrony Roślin - Zakład Ogólnej Uprawy Roli i Roślin - Zakład Doświadczalnictwa Rolniczego - Pracownię Ekologii Rolniczej - Pracownię Sadownictwa w 1992 roku powołano: - Katedra Agrobiznesu | Struktura: - Zakład Szczegółowej Uprawy Roślin - Zakład Warzywnictwa - Zakład Uprawy Łąk i Pastwisk od 1979: - Zakład Szczegółowej Uprawy Roślin - Zakład Warzywnictwa - Zakład Uprawy Łąk i Pastwisk - Katedra Hodowli Roślin - Zakład Agrometeorologii i Podstaw Melioracji - Zakład Ekologii i Ochrony Roślin - Zakład Ogólnej Uprawy Roli i Roślin - Zakład Doświadczalnictwa Rolniczego - Pracownię Ekologii Rolniczej - Pracownię Sadownictwa w 1992 roku powołano: - Katedra Agrobiznesu |
| Zespół badawczy Zespół badawczy Metod Ilościowych i Gospodarki Przestrzennej | Zespół badawczy Metod Ilościowych i Gospodarki Przestrzennej | od 2014 roku: - Katedra Metod Ilościowych i Gospodarki Przestrzennej - Katedra Ekologii Rolniczej - Katedra Łąkarstwa i Kształtowania Terenów Zieleni - Katedra Ochrony i Hodowli Roślin – poprzednio: Katedra Ochrony Roślin i Zakład Hodowli Roślin i Nasiennictwa - Katedra Agrotechnologii – poprzednio: Katedra Ogólnej Uprawy Roli, Roślin i Inżynierii Rolniczej - Zakład Ekonomiki Rolnictwa i Agrobiznesu – poprzednio: Zakład Ekonomiki, Organizacji Rolnictwa i Agrobiznesu - Zakład Agrometeorologii i Inżynierii Rolniczej – poprzednio: Pracowania Agrometeorologii i Podstaw Melioracji - Katedra Gleboznawstwa i Chemii Rolniczej, - Katedra Szczegółowej Uprawy Roślin, - Katedra Warzywnictwa | Struktura - Katedra Doświadczalnictwa, Hodowli i Nasiennictwa Roślin Rolniczych - Katedra Ekologii Rolniczej - Katedra Łąkarstwa i Kształtowania Terenów Zieleni - Katedra Ochrony Roślin - Katedra Ogólnej Uprawy Roli, Roślin i Inżynierii Rolniczej - Zakład Ekonomiki, Organizacji Rolnictwa i Agrobiznesu - Pracowania Agrometeorologii i Podstaw Melioracji od 2012 roku: - Katedra Metod Ilościowych i Gospodarki Przestrzennej – poprzednio: Katedra Doświadczalnictwa, Hodowli i Nasiennictwa Roślin Rolniczych - Katedra Ekologii Rolniczej - Katedra Łąkarstwa i Kształtowania Terenów Zieleni - Katedra Ochrony Roślin - Katedra Ogólnej Uprawy Roli, Roślin i Inżynierii Rolniczej - Zakład Ekonomiki, Organizacji Rolnictwa i Agrobiznesu - Zakład Hodowli Roślin i Nasiennictwa – poprzednio: Katedra Doświadczalnictwa, Hodowli i Nasiennictwa Roślin Rolniczych - Pracowania Agrometeorologii i Podstaw Melioracji w 2013 roku włączono do Instytutu Agronomii jednostki samodzielne z Wydziału Przyrodniczego: - Katedrę Gleboznawstwa i Chemii Rolniczej, - Katedrę Szczegółowej Uprawy Roślin, - Katedrę Warzywnictwa | Struktura: - Katedrę Doświadczalnictwa Hodowli i Nasiennictwa Roślin Rolniczych (2009) – poprzednio: Katedra Doświadczalnictwa Rolniczego i Katedra Hodowli Roślin - Katedrę Ogólnej Uprawy Roli Roślin i Inżynierii Rolniczej (2009) – poprzednio: Katedra Ogólnej Uprawy Roli i Roślin i Zakład Mechanizacji Rolnictwa i Pracownia Agrometeorologii i Podstaw Melioracji - Zakład Ekonomiki Organizacji Rolnictwa i Agrobiznesu (2009) – poprzednio: Katedra Agrobiznesu - Zakład Ochrony Roślin - Zakład Ekologii Rolniczej - Zakład Łąkarstwa - Pracownia Agrometeorologii i Podstaw Melioracji - Zakład Sadownictwa (2007) - Zakład Agroturystyki (2007) | Struktura (od 1998 roku): - Katedra Doświadczalnictwa Rolniczego - Katedra Hodowli Roślin - Katedra Ogólnej Uprawy Roli i Roślin - Katedra Agrobiznesu - Zakład Szczegółowej Uprawy Roślin - Zakład Warzywnictwa - Zakład Ochrony Roślin - Zakład Ekologii Rolniczej - Zakład Łąkarstwa - Pracownia Agrometeorologii i Podstaw Melioracji - Pracownia Sadownictwa - w rou 2003 powołano: - Zakład Mechanizacji Rolnictwa | Struktura: - Zakład Szczegółowej Uprawy Roślin - Zakład Warzywnictwa - Zakład Uprawy Łąk i Pastwisk od 1979: - Zakład Szczegółowej Uprawy Roślin - Zakład Warzywnictwa - Zakład Uprawy Łąk i Pastwisk - Katedra Hodowli Roślin - Zakład Agrometeorologii i Podstaw Melioracji - Zakład Ekologii i Ochrony Roślin - Zakład Ogólnej Uprawy Roli i Roślin - Zakład Doświadczalnictwa Rolniczego - Pracownię Ekologii Rolniczej - Pracownię Sadownictwa w 1992 roku powołano: - Katedra Agrobiznesu | Struktura: - Zakład Szczegółowej Uprawy Roślin - Zakład Warzywnictwa - Zakład Uprawy Łąk i Pastwisk od 1979: - Zakład Szczegółowej Uprawy Roślin - Zakład Warzywnictwa - Zakład Uprawy Łąk i Pastwisk - Katedra Hodowli Roślin - Zakład Agrometeorologii i Podstaw Melioracji - Zakład Ekologii i Ochrony Roślin - Zakład Ogólnej Uprawy Roli i Roślin - Zakład Doświadczalnictwa Rolniczego - Pracownię Ekologii Rolniczej - Pracownię Sadownictwa w 1992 roku powołano: - Katedra Agrobiznesu |
| Zespół badawczy Ogrodnictwa i Ochrony Roślin                                 | Zespół badawczy Ochrony Roślin                               | od 2014 roku: - Katedra Metod Ilościowych i Gospodarki Przestrzennej - Katedra Ekologii Rolniczej - Katedra Łąkarstwa i Kształtowania Terenów Zieleni - Katedra Ochrony i Hodowli Roślin – poprzednio: Katedra Ochrony Roślin i Zakład Hodowli Roślin i Nasiennictwa - Katedra Agrotechnologii – poprzednio: Katedra Ogólnej Uprawy Roli, Roślin i Inżynierii Rolniczej - Zakład Ekonomiki Rolnictwa i Agrobiznesu – poprzednio: Zakład Ekonomiki, Organizacji Rolnictwa i Agrobiznesu - Zakład Agrometeorologii i Inżynierii Rolniczej – poprzednio: Pracowania Agrometeorologii i Podstaw Melioracji - Katedra Gleboznawstwa i Chemii Rolniczej, - Katedra Szczegółowej Uprawy Roślin, - Katedra Warzywnictwa | Struktura - Katedra Doświadczalnictwa, Hodowli i Nasiennictwa Roślin Rolniczych - Katedra Ekologii Rolniczej - Katedra Łąkarstwa i Kształtowania Terenów Zieleni - Katedra Ochrony Roślin - Katedra Ogólnej Uprawy Roli, Roślin i Inżynierii Rolniczej - Zakład Ekonomiki, Organizacji Rolnictwa i Agrobiznesu - Pracowania Agrometeorologii i Podstaw Melioracji od 2012 roku: - Katedra Metod Ilościowych i Gospodarki Przestrzennej – poprzednio: Katedra Doświadczalnictwa, Hodowli i Nasiennictwa Roślin Rolniczych - Katedra Ekologii Rolniczej - Katedra Łąkarstwa i Kształtowania Terenów Zieleni - Katedra Ochrony Roślin - Katedra Ogólnej Uprawy Roli, Roślin i Inżynierii Rolniczej - Zakład Ekonomiki, Organizacji Rolnictwa i Agrobiznesu - Zakład Hodowli Roślin i Nasiennictwa – poprzednio: Katedra Doświadczalnictwa, Hodowli i Nasiennictwa Roślin Rolniczych - Pracowania Agrometeorologii i Podstaw Melioracji w 2013 roku włączono do Instytutu Agronomii jednostki samodzielne z Wydziału Przyrodniczego: - Katedrę Gleboznawstwa i Chemii Rolniczej, - Katedrę Szczegółowej Uprawy Roślin, - Katedrę Warzywnictwa | Struktura: - Katedrę Doświadczalnictwa Hodowli i Nasiennictwa Roślin Rolniczych (2009) – poprzednio: Katedra Doświadczalnictwa Rolniczego i Katedra Hodowli Roślin - Katedrę Ogólnej Uprawy Roli Roślin i Inżynierii Rolniczej (2009) – poprzednio: Katedra Ogólnej Uprawy Roli i Roślin i Zakład Mechanizacji Rolnictwa i Pracownia Agrometeorologii i Podstaw Melioracji - Zakład Ekonomiki Organizacji Rolnictwa i Agrobiznesu (2009) – poprzednio: Katedra Agrobiznesu - Zakład Ochrony Roślin - Zakład Ekologii Rolniczej - Zakład Łąkarstwa - Pracownia Agrometeorologii i Podstaw Melioracji - Zakład Sadownictwa (2007) - Zakład Agroturystyki (2007) | Struktura (od 1998 roku): - Katedra Doświadczalnictwa Rolniczego - Katedra Hodowli Roślin - Katedra Ogólnej Uprawy Roli i Roślin - Katedra Agrobiznesu - Zakład Szczegółowej Uprawy Roślin - Zakład Warzywnictwa - Zakład Ochrony Roślin - Zakład Ekologii Rolniczej - Zakład Łąkarstwa - Pracownia Agrometeorologii i Podstaw Melioracji - Pracownia Sadownictwa - w rou 2003 powołano: - Zakład Mechanizacji Rolnictwa | Struktura: - Zakład Szczegółowej Uprawy Roślin - Zakład Warzywnictwa - Zakład Uprawy Łąk i Pastwisk od 1979: - Zakład Szczegółowej Uprawy Roślin - Zakład Warzywnictwa - Zakład Uprawy Łąk i Pastwisk - Katedra Hodowli Roślin - Zakład Agrometeorologii i Podstaw Melioracji - Zakład Ekologii i Ochrony Roślin - Zakład Ogólnej Uprawy Roli i Roślin - Zakład Doświadczalnictwa Rolniczego - Pracownię Ekologii Rolniczej - Pracownię Sadownictwa w 1992 roku powołano: - Katedra Agrobiznesu | Struktura: - Zakład Szczegółowej Uprawy Roślin - Zakład Warzywnictwa - Zakład Uprawy Łąk i Pastwisk od 1979: - Zakład Szczegółowej Uprawy Roślin - Zakład Warzywnictwa - Zakład Uprawy Łąk i Pastwisk - Katedra Hodowli Roślin - Zakład Agrometeorologii i Podstaw Melioracji - Zakład Ekologii i Ochrony Roślin - Zakład Ogólnej Uprawy Roli i Roślin - Zakład Doświadczalnictwa Rolniczego - Pracownię Ekologii Rolniczej - Pracownię Sadownictwa w 1992 roku powołano: - Katedra Agrobiznesu |
| Zespół badawczy Ogrodnictwa i Ochrony Roślin                                 | Zespół badawczy Produkcji Ogrodniczej                        | od 2014 roku: - Katedra Metod Ilościowych i Gospodarki Przestrzennej - Katedra Ekologii Rolniczej - Katedra Łąkarstwa i Kształtowania Terenów Zieleni - Katedra Ochrony i Hodowli Roślin – poprzednio: Katedra Ochrony Roślin i Zakład Hodowli Roślin i Nasiennictwa - Katedra Agrotechnologii – poprzednio: Katedra Ogólnej Uprawy Roli, Roślin i Inżynierii Rolniczej - Zakład Ekonomiki Rolnictwa i Agrobiznesu – poprzednio: Zakład Ekonomiki, Organizacji Rolnictwa i Agrobiznesu - Zakład Agrometeorologii i Inżynierii Rolniczej – poprzednio: Pracowania Agrometeorologii i Podstaw Melioracji - Katedra Gleboznawstwa i Chemii Rolniczej, - Katedra Szczegółowej Uprawy Roślin, - Katedra Warzywnictwa | Struktura - Katedra Doświadczalnictwa, Hodowli i Nasiennictwa Roślin Rolniczych - Katedra Ekologii Rolniczej - Katedra Łąkarstwa i Kształtowania Terenów Zieleni - Katedra Ochrony Roślin - Katedra Ogólnej Uprawy Roli, Roślin i Inżynierii Rolniczej - Zakład Ekonomiki, Organizacji Rolnictwa i Agrobiznesu - Pracowania Agrometeorologii i Podstaw Melioracji od 2012 roku: - Katedra Metod Ilościowych i Gospodarki Przestrzennej – poprzednio: Katedra Doświadczalnictwa, Hodowli i Nasiennictwa Roślin Rolniczych - Katedra Ekologii Rolniczej - Katedra Łąkarstwa i Kształtowania Terenów Zieleni - Katedra Ochrony Roślin - Katedra Ogólnej Uprawy Roli, Roślin i Inżynierii Rolniczej - Zakład Ekonomiki, Organizacji Rolnictwa i Agrobiznesu - Zakład Hodowli Roślin i Nasiennictwa – poprzednio: Katedra Doświadczalnictwa, Hodowli i Nasiennictwa Roślin Rolniczych - Pracowania Agrometeorologii i Podstaw Melioracji w 2013 roku włączono do Instytutu Agronomii jednostki samodzielne z Wydziału Przyrodniczego: - Katedrę Gleboznawstwa i Chemii Rolniczej, - Katedrę Szczegółowej Uprawy Roślin, - Katedrę Warzywnictwa | Struktura: - Katedrę Doświadczalnictwa Hodowli i Nasiennictwa Roślin Rolniczych (2009) – poprzednio: Katedra Doświadczalnictwa Rolniczego i Katedra Hodowli Roślin - Katedrę Ogólnej Uprawy Roli Roślin i Inżynierii Rolniczej (2009) – poprzednio: Katedra Ogólnej Uprawy Roli i Roślin i Zakład Mechanizacji Rolnictwa i Pracownia Agrometeorologii i Podstaw Melioracji - Zakład Ekonomiki Organizacji Rolnictwa i Agrobiznesu (2009) – poprzednio: Katedra Agrobiznesu - Zakład Ochrony Roślin - Zakład Ekologii Rolniczej - Zakład Łąkarstwa - Pracownia Agrometeorologii i Podstaw Melioracji - Zakład Sadownictwa (2007) - Zakład Agroturystyki (2007) | Struktura (od 1998 roku): - Katedra Doświadczalnictwa Rolniczego - Katedra Hodowli Roślin - Katedra Ogólnej Uprawy Roli i Roślin - Katedra Agrobiznesu - Zakład Szczegółowej Uprawy Roślin - Zakład Warzywnictwa - Zakład Ochrony Roślin - Zakład Ekologii Rolniczej - Zakład Łąkarstwa - Pracownia Agrometeorologii i Podstaw Melioracji - Pracownia Sadownictwa - w rou 2003 powołano: - Zakład Mechanizacji Rolnictwa | Struktura: - Zakład Szczegółowej Uprawy Roślin - Zakład Warzywnictwa - Zakład Uprawy Łąk i Pastwisk od 1979: - Zakład Szczegółowej Uprawy Roślin - Zakład Warzywnictwa - Zakład Uprawy Łąk i Pastwisk - Katedra Hodowli Roślin - Zakład Agrometeorologii i Podstaw Melioracji - Zakład Ekologii i Ochrony Roślin - Zakład Ogólnej Uprawy Roli i Roślin - Zakład Doświadczalnictwa Rolniczego - Pracownię Ekologii Rolniczej - Pracownię Sadownictwa w 1992 roku powołano: - Katedra Agrobiznesu | Struktura: - Zakład Szczegółowej Uprawy Roślin - Zakład Warzywnictwa - Zakład Uprawy Łąk i Pastwisk od 1979: - Zakład Szczegółowej Uprawy Roślin - Zakład Warzywnictwa - Zakład Uprawy Łąk i Pastwisk - Katedra Hodowli Roślin - Zakład Agrometeorologii i Podstaw Melioracji - Zakład Ekologii i Ochrony Roślin - Zakład Ogólnej Uprawy Roli i Roślin - Zakład Doświadczalnictwa Rolniczego - Pracownię Ekologii Rolniczej - Pracownię Sadownictwa w 1992 roku powołano: - Katedra Agrobiznesu |
| Zlikwidowano                                                                 | Zespół badawczy Ekonomika Rolnictwa i Leśnictwa              | od 2014 roku: - Katedra Metod Ilościowych i Gospodarki Przestrzennej - Katedra Ekologii Rolniczej - Katedra Łąkarstwa i Kształtowania Terenów Zieleni - Katedra Ochrony i Hodowli Roślin – poprzednio: Katedra Ochrony Roślin i Zakład Hodowli Roślin i Nasiennictwa - Katedra Agrotechnologii – poprzednio: Katedra Ogólnej Uprawy Roli, Roślin i Inżynierii Rolniczej - Zakład Ekonomiki Rolnictwa i Agrobiznesu – poprzednio: Zakład Ekonomiki, Organizacji Rolnictwa i Agrobiznesu - Zakład Agrometeorologii i Inżynierii Rolniczej – poprzednio: Pracowania Agrometeorologii i Podstaw Melioracji - Katedra Gleboznawstwa i Chemii Rolniczej, - Katedra Szczegółowej Uprawy Roślin, - Katedra Warzywnictwa | Struktura - Katedra Doświadczalnictwa, Hodowli i Nasiennictwa Roślin Rolniczych - Katedra Ekologii Rolniczej - Katedra Łąkarstwa i Kształtowania Terenów Zieleni - Katedra Ochrony Roślin - Katedra Ogólnej Uprawy Roli, Roślin i Inżynierii Rolniczej - Zakład Ekonomiki, Organizacji Rolnictwa i Agrobiznesu - Pracowania Agrometeorologii i Podstaw Melioracji od 2012 roku: - Katedra Metod Ilościowych i Gospodarki Przestrzennej – poprzednio: Katedra Doświadczalnictwa, Hodowli i Nasiennictwa Roślin Rolniczych - Katedra Ekologii Rolniczej - Katedra Łąkarstwa i Kształtowania Terenów Zieleni - Katedra Ochrony Roślin - Katedra Ogólnej Uprawy Roli, Roślin i Inżynierii Rolniczej - Zakład Ekonomiki, Organizacji Rolnictwa i Agrobiznesu - Zakład Hodowli Roślin i Nasiennictwa – poprzednio: Katedra Doświadczalnictwa, Hodowli i Nasiennictwa Roślin Rolniczych - Pracowania Agrometeorologii i Podstaw Melioracji w 2013 roku włączono do Instytutu Agronomii jednostki samodzielne z Wydziału Przyrodniczego: - Katedrę Gleboznawstwa i Chemii Rolniczej, - Katedrę Szczegółowej Uprawy Roślin, - Katedrę Warzywnictwa | Struktura: - Katedrę Doświadczalnictwa Hodowli i Nasiennictwa Roślin Rolniczych (2009) – poprzednio: Katedra Doświadczalnictwa Rolniczego i Katedra Hodowli Roślin - Katedrę Ogólnej Uprawy Roli Roślin i Inżynierii Rolniczej (2009) – poprzednio: Katedra Ogólnej Uprawy Roli i Roślin i Zakład Mechanizacji Rolnictwa i Pracownia Agrometeorologii i Podstaw Melioracji - Zakład Ekonomiki Organizacji Rolnictwa i Agrobiznesu (2009) – poprzednio: Katedra Agrobiznesu - Zakład Ochrony Roślin - Zakład Ekologii Rolniczej - Zakład Łąkarstwa - Pracownia Agrometeorologii i Podstaw Melioracji - Zakład Sadownictwa (2007) - Zakład Agroturystyki (2007) | Struktura (od 1998 roku): - Katedra Doświadczalnictwa Rolniczego - Katedra Hodowli Roślin - Katedra Ogólnej Uprawy Roli i Roślin - Katedra Agrobiznesu - Zakład Szczegółowej Uprawy Roślin - Zakład Warzywnictwa - Zakład Ochrony Roślin - Zakład Ekologii Rolniczej - Zakład Łąkarstwa - Pracownia Agrometeorologii i Podstaw Melioracji - Pracownia Sadownictwa - w rou 2003 powołano: - Zakład Mechanizacji Rolnictwa | Struktura: - Zakład Szczegółowej Uprawy Roślin - Zakład Warzywnictwa - Zakład Uprawy Łąk i Pastwisk od 1979: - Zakład Szczegółowej Uprawy Roślin - Zakład Warzywnictwa - Zakład Uprawy Łąk i Pastwisk - Katedra Hodowli Roślin - Zakład Agrometeorologii i Podstaw Melioracji - Zakład Ekologii i Ochrony Roślin - Zakład Ogólnej Uprawy Roli i Roślin - Zakład Doświadczalnictwa Rolniczego - Pracownię Ekologii Rolniczej - Pracownię Sadownictwa w 1992 roku powołano: - Katedra Agrobiznesu | Struktura: - Zakład Szczegółowej Uprawy Roślin - Zakład Warzywnictwa - Zakład Uprawy Łąk i Pastwisk od 1979: - Zakład Szczegółowej Uprawy Roślin - Zakład Warzywnictwa - Zakład Uprawy Łąk i Pastwisk - Katedra Hodowli Roślin - Zakład Agrometeorologii i Podstaw Melioracji - Zakład Ekologii i Ochrony Roślin - Zakład Ogólnej Uprawy Roli i Roślin - Zakład Doświadczalnictwa Rolniczego - Pracownię Ekologii Rolniczej - Pracownię Sadownictwa w 1992 roku powołano: - Katedra Agrobiznesu |

## Władze Instytutu[5]
Dyrektor Instytutu Rolnictwa i Ogrodnictwa
Przewodniczący Rady Dyscypliny Rolnictwo i Ogrodnictwo
dr hab. inż. Jacek Sosnowski, prof. uczelni
Z-ca Dyrektora
dr hab. inż. Krzysztof Pakuła, prof. uczelni
Z-ca przewodniczącego Rady Dyscypliny Rolnictwo i Ogrodnictwo
dr hab. inż. Teresa Skrajna, prof. uczelni

### Władze Instytutu – Historia
Dyrektor Instytutu
1978 – 1985 – prof. dr hab. Feliks Ceglarek
1985 – 1987 – prof. dr. hab. Jan Fereniec
1987 – 1989 – prof. dr hab. Ryszard Miętkiewski
1989 – 2012 – Prof. dr hab. Józef Starczewski
2012 – 2016 – dr hab. Agata Grużewska – prof. nzw. UPH
2016-2020 – prof. dr hab. Barbara Gąsiorowska
od 2020 – dr hab. inż. Jacek Sosnowski, prof. uczelni
Zastępca Dyrektora Instytutu
1980 – 1982 – dr inż. Sulejman Lebiedź
1982 – 1984 – dr inż. Tomasz Skrzyczyński
1982 – 1989 – prof. dr hab. Józef Starczewski
1989 – 1990 – prof. dr hab. Janusz Pala
1991 – 2010 – prof. dr hab. Ryszard Miętkiewski
2010 – 2012 – dr hab. Cezary Tkaczuk – prof. nzw. UPH
2012 – 2016 – prof. dr hab. Krystyna Zarzecka
od 2020 – prof. dr hab. Cezary Tkaczuk

## Oferta dydaktyczna[6]

### Studia I stopnia
- Agroleśnictwo
- Gospodarka Przestrzenna
- Rolnictwo

### Studia II stopnia
- Gospodarka Przestrzenna
- Rolnictwo

### Studia III stopnia
Studia doktoranckie – rozpoczęte przed rokiem akademickim 2019/2020
- Agronomia

Szkoła doktorska – od roku akademickiego 2019/2020 w dyscyplinie
- Rolnictwo i Ogrodnictwo[8]

### Studia podyplomowe[9]
- Podyplomowe Studia z Rolnictwa
- Studia Podyplomowe Rachunkowości i Podatków w Rolnictwie
- Podyplomowe Studia Gospodarka Przestrzenna